# Agrobačka Bačka Topola
Agrobačka Bačka Topola (code BELEX : AGBC) est une entreprise serbe qui a son siège social à Bačka Topola, dans la province de Voïvodine. Elle travaille dans le domaine de l'agriculture. Elle entre dans la composition du BELEXline, l'un des principaux indices de la Bourse de Belgrade.

## Histoire
Agrobačka a été fondée en 1969 et a été admise au marché non réglementé de la Bourse de Belgrade le 21 février 2007.

## Activités
Agrobačka Bačka Topola travaille dans la production de céréales, dont elle assure le tri et l'emballage ; elle vend également des semences. Elle assure également la vente et la maintenance de machines agricoles.

## Données boursières
Le 3 juin 2014, l'action de Agrobačka Bačka Topola valait 1 650 RSD (14,26 EUR). Elle a connu son cours le plus élevé, soit 15 000 RSD (129,59 EUR), le 17 avril 2007 et son cours le plus bas, soit 1 007 RSD (8,70 EUR), le 7 septembre 2010.